# 艾因榟橔
35°41′04″N 6°56′08″E / 35.68444°N 6.93556°E

艾因榟橔（阿拉伯语：‎），是阿爾及利亞的城鎮，位於該國東北部烏姆布瓦吉省，由烏姆布瓦吉區負責管轄，面積738平方公里，2008年人口5,948，人口密度每平方公里8人。